# Аргаяшский говор
Аргаяшский говор — один из говоров восточного диалекта башкирского языка.

## Описание
Говор распространен в Белокатайском районе Республики Башкортостан, Аргаяшском и Кунашакском районах Челябинской области, а также Сафакулевском и Альменевском районах Курганской области.
Главные особенности аргаяшского говора:
- Оглушение звонкого согласного [ҙ] в середине и конце слов (лит. «ҡуҙғалаҡ» (щавель) — диал. ку[ҫ]ҡалаҡ; лит. «ҡыҙ» (девушка) — диал. ҡы[ҫ]);
- Озвончение глухого согласного [ҫ] (лит. «аҫыл» (драгоценный) — диал. а[ҙ]ыл)[3].

В говоре широко развиты слова, связанные с животноводством, пищей, одеждой, обычаями и традициями, природными явлениями, растительным и животным миром. Например: сарҙаҡ — «чайка»; күгәл өйрәк — «кряква». Также в говоре есть лексические диалектизмы, образованные путём использования твёрдых вариантов слов (сас — «сәс» «волосы»).
Грамматическая особенность говора заключается в использовании архаичной формы повелительного наклонения глагола в сочетании с аффиксом -ың/-ең (лит. «барығыҙ» (идите) — диал. «барың») и употребления формы инфинитива, выраженного глаголом, в сочетании с аффиксами -ҡалы/-кәле, -ғалы/-гәле, -мак/-мәк, -маҡа/-мәкә (лит. «барырға, күрергә кәрәк» (сходить, увидеть нужно) — диал. «барғалы, күргәле кәрәк»).